# Автошлях О 020404
Автошля́х О 020404 — автомобільний шлях довжиною 28.6 км, обласна дорога місцевого значення в Вінницькій області. Пролягає по Гайсинському району від селища Губник до села Красносілка.